# James Lepaio
James Lepaio (6 september 1992) is een Tuvaluaanse voetballer die uitkomt voor FC Manu Laeva.
James speelde ook al vijf wedstrijden voor het Tuvaluaans voetbalelftal, waarvan vier bij de Pacific Games 2011. Hij scoorde een keer tegen Salomonseilanden. Hij speelde ook 4 wedstrijden voor het Tuvaluaans zaalvoetbalteam. Net als zijn neef George Panapa is James een speler met toekomst.

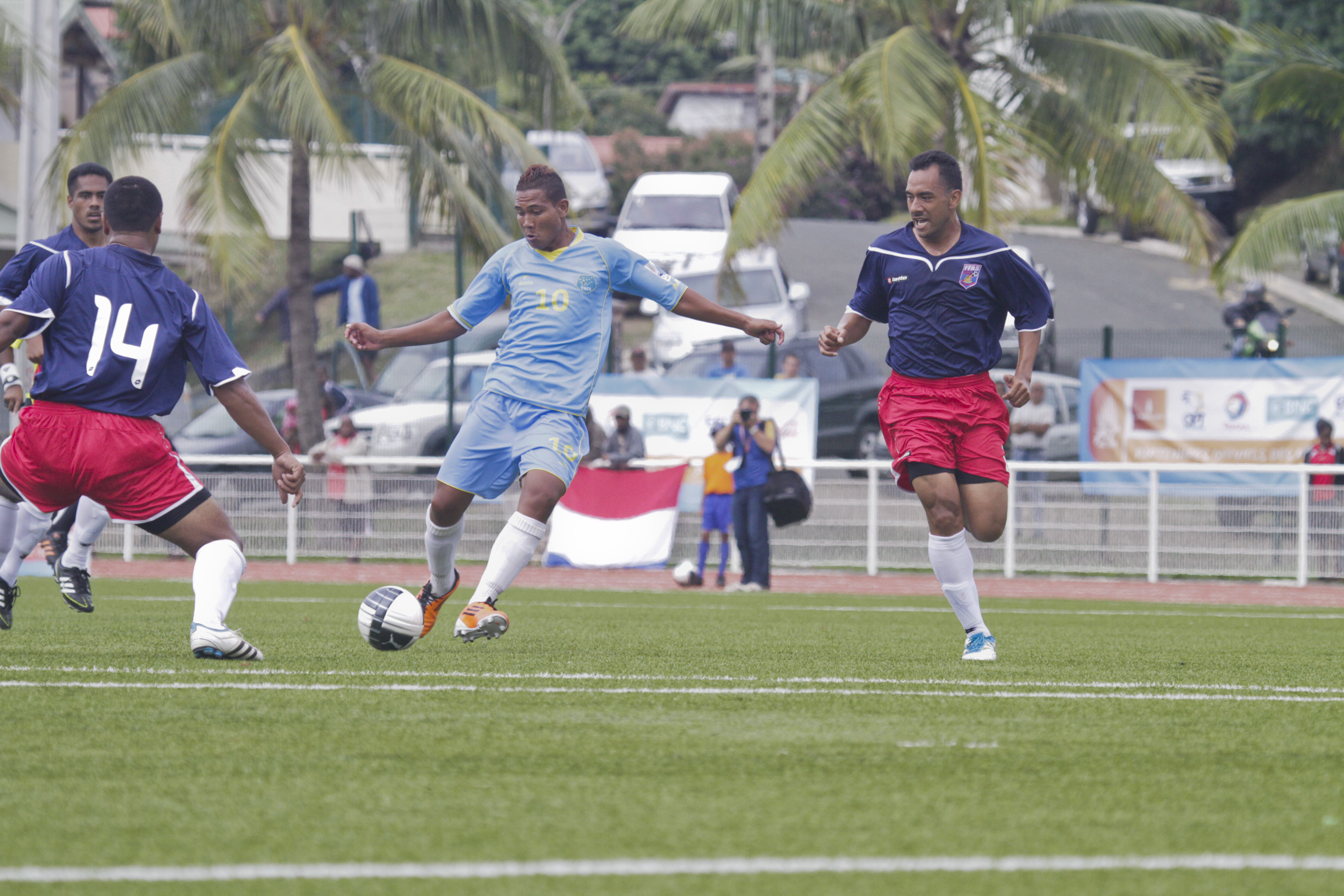
James in actie tegen Amerikaans-Samoa

1 Sieni ·
2 Pokia ·
3 Tofuola ·
4 Timuani ·
5 Takataka ·
6 Penisula ·
7 Liva ·
8 Tinilau ·
9 Tiute ·
10 Lepaio ·
11 Panapa ·
12 Petoa ·
13 Stanley ·
14 Sogivalu ·
15 Ofati ·
16 Selau ·
17 Ale ·
18 Petaia ·
19 Lima'alofa ·
20 Okelani ·
24 Tapasei ·
Coach: De Haan
1 Tailolo ·
2 Sogivalu ·
3 Taukatea ·
4 Lepaio ·
5 Maleko ·
6 Petaia ·
7 Ionatana ·
8 Uaelesi ·
9 Petaia ·
10 Panapa ·
11 Tiute ·
12 Timuani ·
Coach: Vave